# Prêmio Al Rio
Prêmio Al Rio (Prix Al Rio) était un prix brésilien visant à honorer les artistes de bande dessinée brésiliens qui se démarquent l'industrie nationale et internationale de la BD. Le nom était un hommage au dessinateur du même nom. Les artistes lauréats ont reçu des trophées de révélation et de notoriété régionale, nationale et internationale,.
Le prix était associé à GeekExpo, alors le principal événement geek du Ceará, dont la première édition a eu lieu en 2015. Des trophées pour les gagnants d'Al Rio ont été remis lors de l'événement. La dernière édition du prix a eu lieu en 2018, lorsque s'est également produite la dernière édition de GeekExpo, qui a été "absorbée" par l'événement Sana Fest cette année,.

## Lauréats
2015
- Révélation: Sirlanney
- Notoriété régionale: Mino
- Notoriété nationale: Adão Iturrusgarai
- Notoriété internationale: Cris Peter

2016
- Révélation: Talles Rodrigues
- Notoriété régionale: Daniel Brandão
- Notoriété nationale: Lu Cafaggi
- Notoriété internationale: Ed Benes

2017
- Révélation: Blenda Furtado
- Notoriété régionale: Geraldo Jesuíno
- Notoriété nationale: Vitor Cafaggi
- Notoriété internationale: Geraldo Borges

2018
- Révélation: Ise Nishi
- Notoriété régionale: JJ Marreiro
- Notoriété nationale: Fabio Coala
- Notoriété internationale: Dijjo Lima